# Les Toiles de Noël
Pour plus de détails, voir Fiche technique et Distribution.
Les Toiles de Noël (Christmas Cottage) est un film américain réalisé par Michael Campus (en), sorti en 2008.

## Synopsis
La vie du peintre Thomas Kinkade (qui produit le film), qui a fait fortune dans le tirage de masse de paysages enchanteurs.

## Fiche technique
- Titre : Christmas Cottage
- Réalisation : Michael Campus
- Scénario : Ken LaZebnik
- Musique : Aaron Zigman
- Photographie : Robert Brinkmann
- Montage : Don Brochu
- Production : Arla Dietz Campus, Michael Campus, Nanette Kinkade, Thomas Kinkade et Julie Yorn
- Société de production : Birch Grove Films, Firm Films, Lionsgate et Radiant Productions
- Pays :  États-Unis et  Canada
- Genre : Biopic et drame
- Durée : 103 minutes
- Dates de sortie : 
  -  États-Unis : 11 novembre 2008[1]

## Distribution
- Jared Padalecki (VF : Damien Boisseau) : Thomas Kinkade
- Marcia Gay Harden (VF : Déborah Perret) : Maryanne Kinkade
- Peter O'Toole : Glen
- Aaron Ashmore (VF : Stéphane Pouplard) : Pat Kinkade
- Richard Burgi (VF : Bernard Lanneau) : Bill Kinkade
- Geoffrey Lewis : Butch
- Chris Elliott (VF : Jean-François Vlérick) : Ernie
- Richard Moll : Big Jim
- Kiersten Warren : Tanya
- Jay Brazeau (VF : Michel Voletti) : M. Rosa
- Charlotte Rae : Vesta
- Edward Asner (VF : Richard Leblond) : Sidney
- Tegan Moss : Nanette
- Gina Holden : Hope
- Malcolm Stewart (en) (VF : Philippe Peythieu) : Lloyd
- Gabrielle Rose (VF : Marie-Martine) : Evelyn

 Source et légende : version française (VF) sur RS Doublage